# Ágios Dimítrios (ort i Grekland, Mellersta Makedonien, Nomós Serrón)
Ágios Dimítrios (Agios Dimitrios, Paliotro) är en ort i Grekland.   Den ligger i prefekturen Nomós Serrón och regionen Mellersta Makedonien, i den nordöstra delen av landet, 300 km norr om huvudstaden Aten. Ágios Dimítrios ligger 73 meter över havet och antalet invånare är 292.
Terrängen runt Ágios Dimítrios är platt åt nordost, men åt sydväst är den kuperad.Runt Ágios Dimítrios är det ganska glesbefolkat, med 22 invånare per kvadratkilometer. Närmaste större samhälle är Nigríta, 17,5 km väster om Ágios Dimítrios. Trakten runt Ágios Dimítrios består till största delen av jordbruksmark.